# Churuł
Churuł (mong. хурэ, kałm. хурул, ros. хурул) – świątynia buddyjska w Kałmucji; klasztor w kałmuckiej (ojrackiej) wersji lamaizmu (buddyzmu tybetańskiego) tradycji gelug.
Nazwa churuł pochodzi od mongolskiego chure – koło, ogrodzenie. Początkowo nazwa oznaczała duże świątynie buddyjskie w Mongolii, Tuwie, a także w Buriacji. Z czasem w Buriacji nazwa chure została zmieniona na dacan. Buddyzm i churuły zostały wprowadzone w Kamucji przez lamę i nauczyciela pisma kałmuckiego – Zaję Panditę.
Historycznie rzecz biorąc, khurule odgrywały ważną rolę w życiu duchowym i kulturalnym Kałmuków. Klasztory miały być nie tylko miejscem kultu, ale także instytucją nauki, w której ludzie studiowali dharmę i medycynę indyjsko-tybetańską. W churułach przechowywano święte teksty buddyjskie, książki o medycynie i cenne akcesoria rytualne. Wiele książek sprowadzono z Tybetu, Chin i Mongolii.
Wiele churułów zostało zniszczonych w okresie rządów stalinowskich w wyniku walki ideologicznej z religią.

## Znane churuły

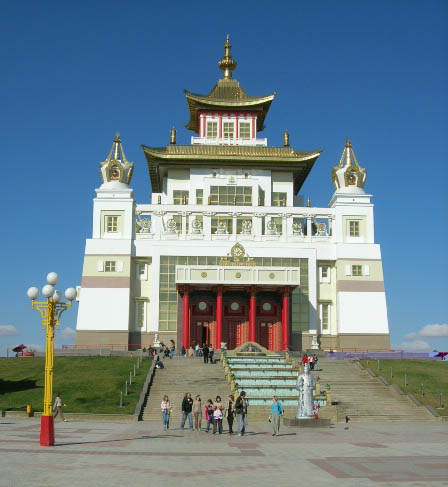
Centralny Churuł(inne języki) (Centralny Churuł „Złoty Klasztor Buddy Szakjamuni”[4], Centralnyj Churuł[5], Złoty Klasztor Buddy Siakjamuni[6]) w Eliście
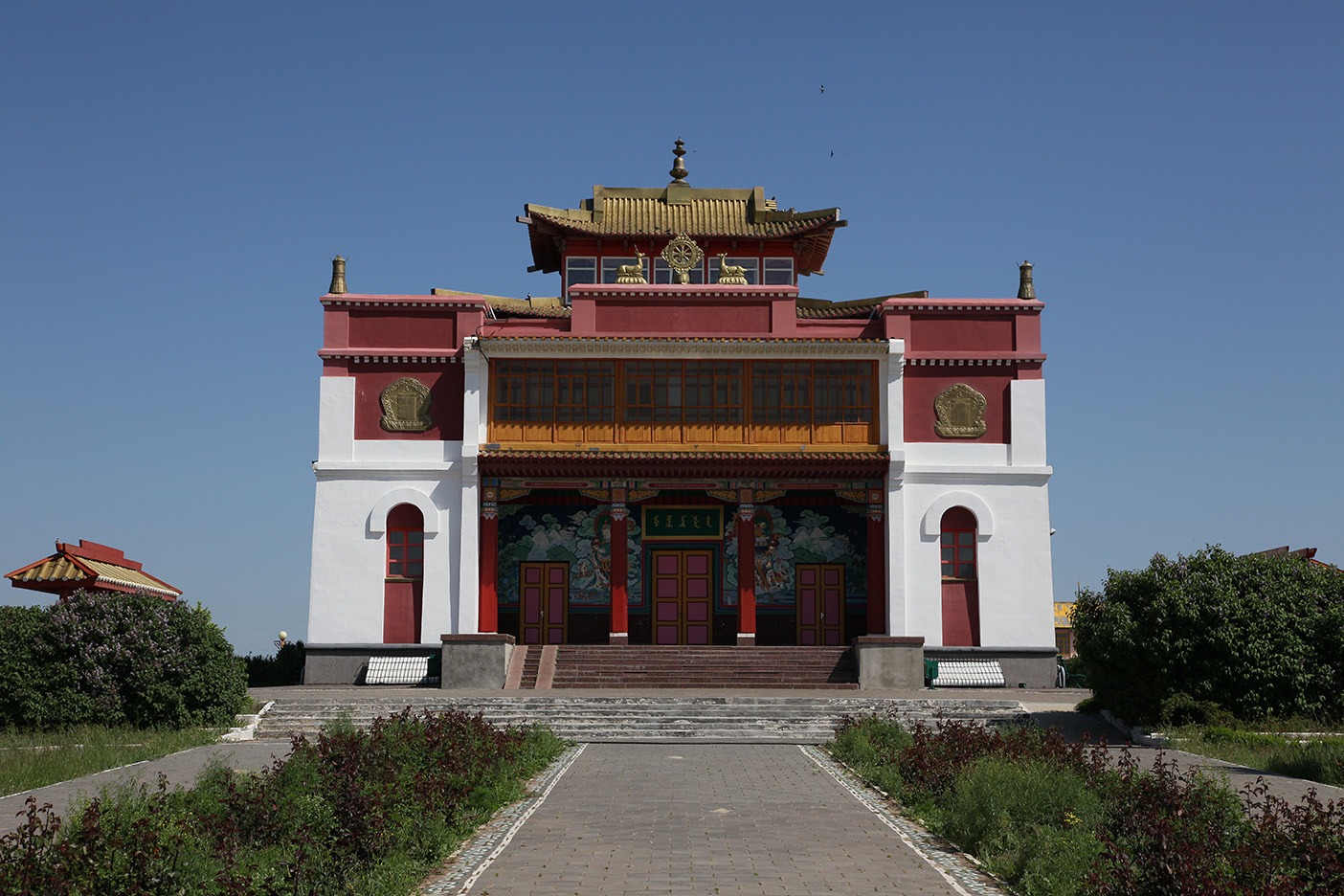
Siakiusn-Siumie(inne języki) w Eliście
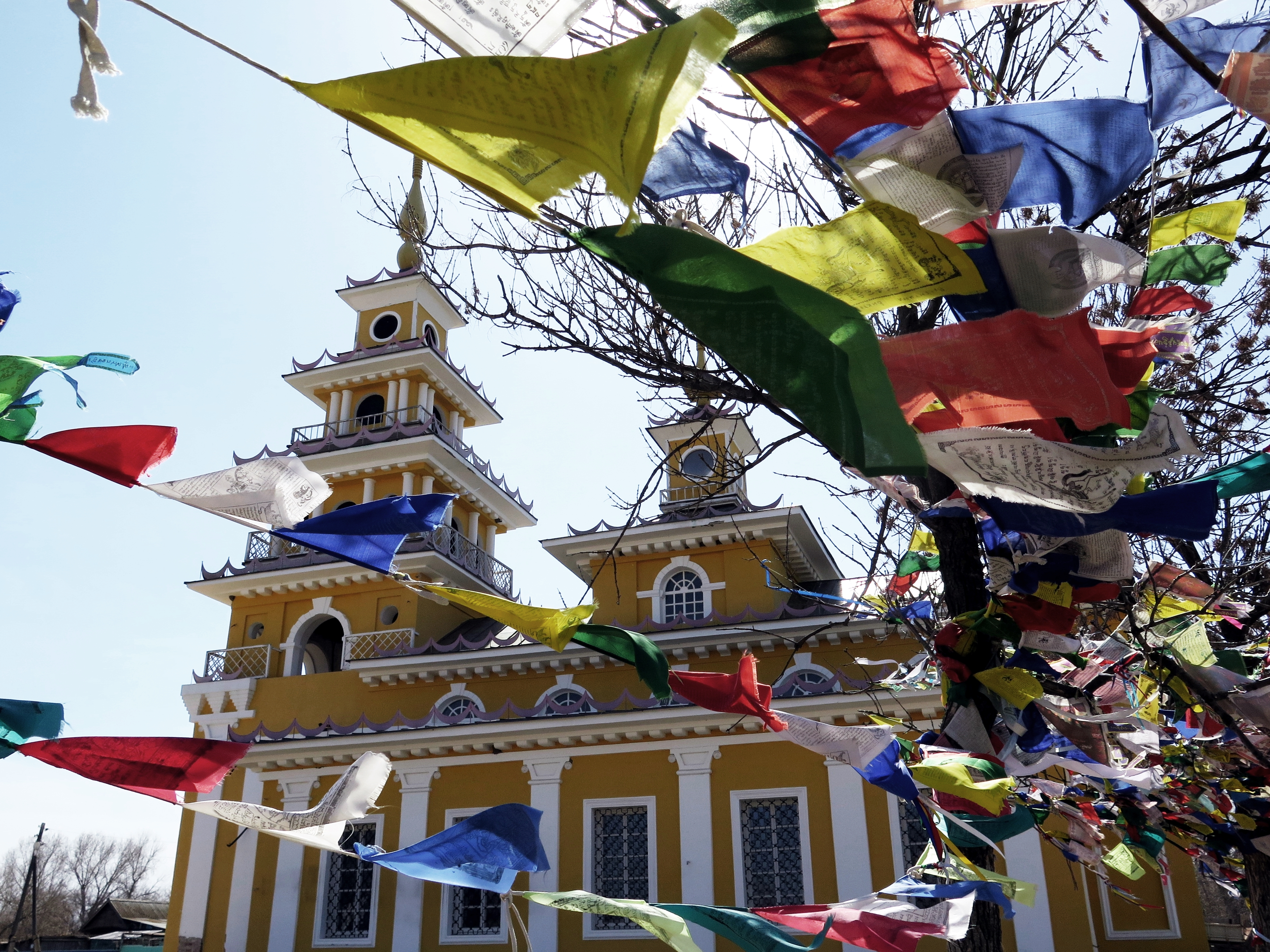
Churuł Choszeutowski(inne języki) (churuł Choszutów) we wsi Riecznoje (rejon charabalinski obwodu astrachańskiego)
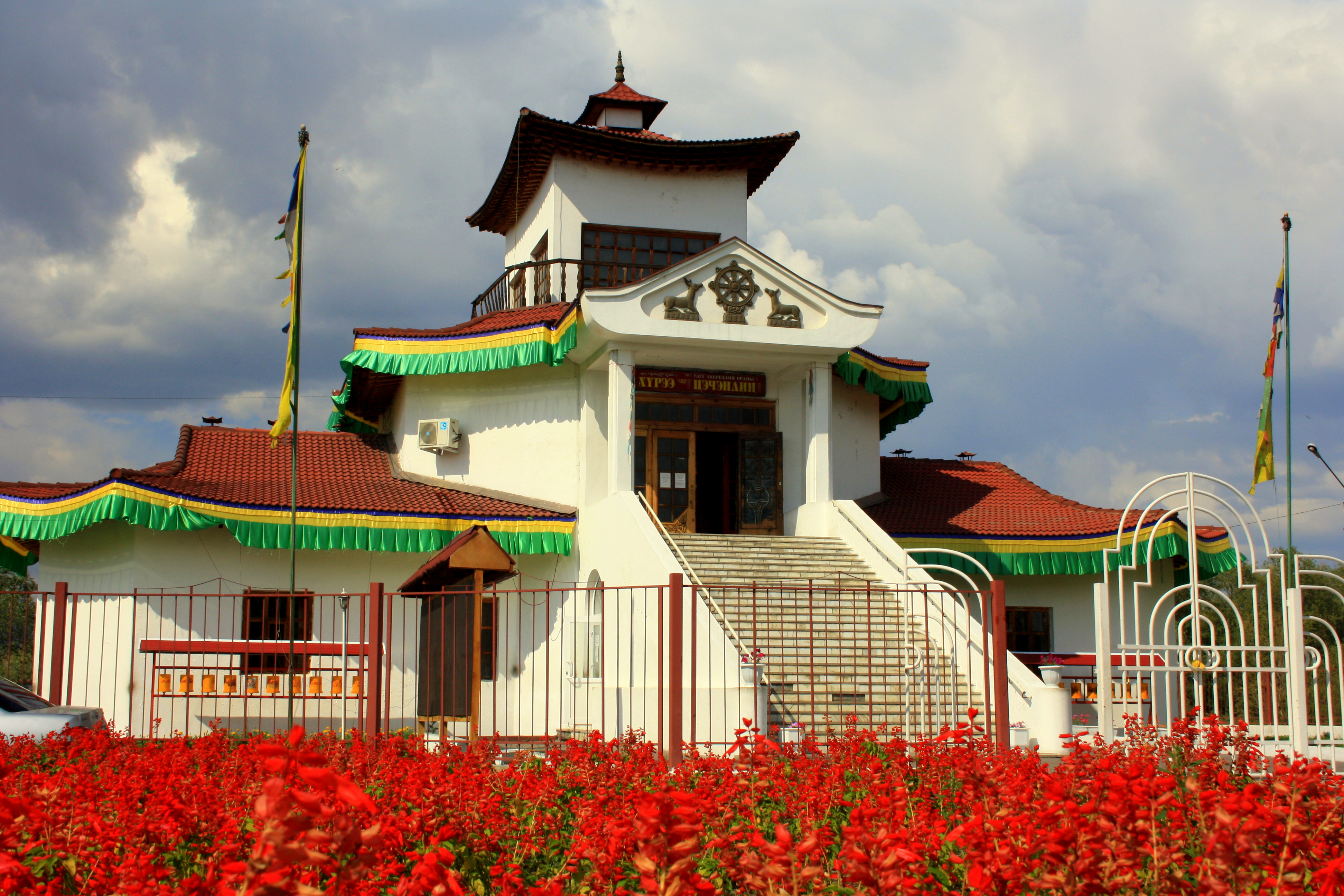
Churuł w mieście Kyzył